# Johan van Byemont
Johan van Byemont (circa 1656 - 's-Gravenhage, 9 september 1710) was burgemeester van Den Haag.

## Biografie

### Familie
Van Byemont werd rond 1656 geboren als zoon van Jacob Jacobsz. en Judith van Divoort. Hij trouwde in 1686 met Elisabeth van Groenevelt (1666-1690), dochter van de Haagse burgemeester Pieter Groenevelt (circa 1610-1688); in 1694 met Machteld van Wouw (1654-1705); en in 1706 met François Fagel (1680-1762), dochter van mr. François Fagel (1618-1680), raadsheer en president van het Hof van Holland, en lid van de familie Fagel. Alleen uit het derde huwelijk werden kinderen geboren van wie alleen mr. Jacob van Byemont (1708-1734), agent der Staten-Generaal, en echtgenoot van Antoinette van Schuylenburch (1717-1771), lid van de familie Van Schuylenburch, de volwassen leeftijd bereikte. Zijn weduwe hertrouwde in 1713 met haar achterneef mr. Willem van Erpecum.

### Bestuurs- en nevenfuncties
Van Byemont was van 1681 tot 1709 vele malen schepen en van 1682 tot 1710 ook vele malen burgemeester van Den Haag. Daarnaast was hij onder andere kerkmeester van de Grote Kerk (1688-1710) en regent van het Sacraments-Gildehuis (1688-1708).